# Petr Čermák
Petr Čermák (født 24. december 1942 i Prag) er en tjekkoslovakisk tidligere roer.

## Rokarriere
Čermák var med i Tjekkoslovakiets otter ved Sommer-OL 1964 i Tokyo sammen med Jiří Lundák, Jan Mrvík, Július Toček, Josef Věntus, Luděk Pojezný, Bohumil Janoušek, Richard Nový og styrmand Miroslav Koníček. Efter at have vundet deres indledende heat kunne de ikke stille noget op med de suveræne amerikanere, der vandt guld, og sølvvinderne fra Tyskland, men de erobrede endnu en OL-bronzemedalje.
Ved legene fire år senere i Mexico City var han med til at blive nummer fem i otteren.

## Familie
Han er gift med Jiřina Čermáková, der er tidligere hockeyspiller og OL-sølvvinder.

## OL-medaljer
- 1964:  Bronze i otter